# Fuchsia polyantha
Fuchsia polyantha là một loài thực vật có hoa trong họ Anh thảo chiều. Loài này được Killip ex Munz mô tả khoa học đầu tiên năm 1943.